# Esteve I de Penthièvre
Esteve I de Penthièvre (vers 1060 – 13 d'abril de 1135/1136, o 1138), fou comte de Trégor i de Guingamp, senyor de Goëlo, després comte de Penthièvre de 1093 a 1136.
Nascut cap a 1055, fill petit d'Odó I de Penthièvre i d'Agnès de Cornualla va reunir per la sort de les herències el conjunt dels territoris controlats per la seva família.
Comte de Trégor i senyor de Goëlo el 1079 a la mort del seu pare va esdevenir comte de Guingamp. Es va casar amb Havoisa filla de Teobald o Tibau III de Blois i de la seva segona esposa Adela de Vermandois.
En 1093 Esteve va esdevenir comte de Penthièvre a la mort del seu germà gran Geoffroy I de Penthièvre i va recollir l'honor de Richemont a la mort d'Alan II el Negre, un altre germà.
Va morir el 1135 deixant els seus dominis compartits entre els fills.

## Matrimoni i descendència
Del seu matrimoni amb Havoisa, comtessa de Guingamp, va tenir com a descendència:
- Geoffroy II de Penthièvre, a vegades Geoffroy II Boterel, que va heretar el comtat de Penthièvre i la senyoria de Lamballe;
- Alan III el Negre († 1146), comte de Richmond i pare del duc Conan IV de Bretanya;
- Oliva, esposa d'Enric de Fougueres;
- Matilde, esposa de Gautier de Gant. El seu fill fou Gilbert de Gant;
- Tifaina, esposa de Rabel de Tancarville;
- Enric I d'Avaugour († 1183), comte de Trégor (amb Guingamp) i senyor de Goëlo.

L'armorial d'Augustin del Paz imprès el 1619 menciona l'existència d'una altra filla però aquesta asserció no és confirmada per cap font:
- Agnoria (1105-1167), casada el 1120 amb Oliver II de Dinan;